# フッ化アクチニウム(III)
フッ化アクチニウム(III)は、フッ素とアクチニウムから成る混合物で化学式はAcF3である。

## 合成
水酸化アクチニウム (III)とフッ化水素によって水に沈殿する
。
{\displaystyle {\ce {Ac(OH)3 + HF -> AcF3 + H2O}}}
また、金属アクチニウムとフッ化水素の気体を700℃で白金のるつぼの中に入れても合成できる。

## 性質
アンモニアと水の気体では900℃~1000℃で反応し、フッ化酸化アクチニウムが生成される。
{\displaystyle {\ce {AcF3 + 2NH3 + H2O -> AcOF + 2NH4F}}}